# メメント (映画)
『メメント』（英語: Memento）は、クリストファー・ノーラン脚本・監督による2000年のアメリカ合衆国のサスペンス映画。妻を殺されそのショックから10分間しか記憶を保てない記憶障害を抱える主人公レナード・シェルビーが妻を殺害した犯人を探す過程を描いており、物語を終わりと始まりから映し出していきこれにより観客はその記憶障害を追体験する。
弟ジョナサン・ノーランが共有したアイディアを基に兄クリストファーが考案したオリジナルの脚本であり、原作にジョナサンによる短編小説とクレジットされているが後に実際に書かれた短編小説『Memento Mori』とは大きく異なっている。その革新的な内容が口コミで広がり、封切り時に11館だった上映劇場が500館以上に拡大し、10週目にして全米チャート8位にランクインした。また、アカデミー賞において脚本賞、編集賞にノミネートされるなど、興行的にも批評的にも高く評価された。また、2017年には2000年代の映画としては4作品目(劇映画としては初)となるアメリカ国立フィルム登録簿に追加された。

## 物語
本作品は、分割されたシークエンスが物語の終わりと始まりから映し出されていく形式となっている。これにより観客は状況が把握できず、記憶の長続きしない主人公レナードと同じ視点から物語を見ることができる。終わりから逆向きに映し出すカラーのシークエンス間には、より過去の出来事であることを表す「白黒のシークエンス」が短く挿入され、そこでは主に過去の回想を通して主人公の特殊な境遇が説明される。この白黒のシークエンスは、通常の時系列順（古い出来事順）に映される。カラーのシークエンスと白黒のシークエンスが交互に映されていく。物語開始時点では両シークエンス間には時間的に隔たりがあるので一見繋がりを持たないように見えるが、物語が進むにつれ同じ時間軸上にあることが次第に明らかとなり、最終的に両シークエンスは連続した一つのシークエンスとして結合する。以下、便宜上「白黒のシークエンス」と「カラーのシークエンス」を分けて書き、内容は作品内で映される順番に書く。なお、本来の出来事の発生順に物語を知ろうとすれば、まず「白黒のシークエンス」を順に読み、次に「カラーのシークエンス」を終わりから段落ごとに逆上って読めば良いことになる．

### 白黒のシークエンス
モーテルの一室で目覚める主人公レナード。彼はどのくらい自分がそこに滞在しているのかも分からない。左手にある「サミーを忘れるな」という一文をはじめ、彼の全身にはあちこちに文字のタトゥーが刻まれている。それらは過去の自分が現在の自分に向けて残した「妻を強姦し殺害した犯人を見つけ復讐を果たせ」というメッセージおよび，その犯人に関する「事実」と第された手がかりの数々である。過去、彼は妻とともに強盗に襲われ、頭部に損傷を受けて以来、新しい記憶を数分以上保つことができない前向性健忘症を患ってしまっていた。彼はタトゥーの他、出会った人物や場所をポラロイドカメラで撮影し、そこにメモを書き添えたりすることで記憶の代替とし、過去の自分との連続性を何とか保ちながら、警察が追わない犯人「ジョン・G」を独力で探し出そうと、探偵のような暮らしを送っていた。
レナードは、電話をかけてきた協力者と思しきの人物に、自分の症状の説明代わりに「サミー」についての話を始める。サミーとは昔、彼が保険調査員の仕事をしていた時に担当した顧客で、現在のレナードと同様、交通事故の後遺症により記憶能力を失ってしまっていた。しかしレナードがそうであるように、糖尿病の妻にインスリン注射を打つなど、事故以前に学習したことは問題なくできた。こうした記憶障害は稀に発生するのだが、詳しい検査の結果、サミーには条件反射による学習も認められなかったため、心因性(この場合，遠回しに仮病・詐欺の可能性を意味する)と診断され保険金は下りなかった。レナードは「俺はサミーとは違う。感覚（条件反射）で覚えることができるからだ」と付け加えた。

『メメント』の構成イメージ。隔たれた「白黒のシーン」と「カラーのシーン」を交互に映しながら進行し（図上部）、最後に両者が結合して終わる（図下部）。

サミーを懸命に支えつつも疲弊しきった妻は、ある日、最後の望みを託し賭けにでた。自分の命を危機的状況に晒せば、土壇場で記憶力を回復するかもしれないと考え、短時間に繰り返しインスリン注射を夫に頼んだのだ。だが思いは届かず、サミーは言われるままに致死量を超える注射を打ち、妻は死ぬ。

以上の話を終えたところで、電話の相手は自分が「ジョン・ギャメル（通称テディ）」という麻薬捜査官であり、「ジミー・グランス」という麻薬の売人がレナードの追っている犯人「ジョン・G」であること、麻薬取引場所である廃屋でジミーと接触できることを教えた。現場へ赴くと情報通りジミーが現れ，あたかもレナードと顔なじみのように振る舞ったが、レナードは構わずジミーを扼殺し、彼の衣服に着替えた。

### カラーのシークエンス
テディと廃屋に来たレナード。自身の手には「奴の嘘を信じるな。奴が犯人だ。殺せ」と書き添えられたテディのポラロイド写真があった。とうとう犯人を見つけたのだ。テディに銃を突きつけると彼は「お前は何も分かってない。一緒に地下室へ行けば分かる」と諭すが、レナードは頭を撃ち抜いて殺した。
レストランでナタリーという女性と落ち合う。彼女は犯人の手がかりとして「ジョン・ギャメル（ジョン・G）」の情報を手渡し、殺害場所に適した「麻薬取引に使われる廃屋」を教える。この「ジョン・ギャメル」は「テディ」と同一人物だった。「事実６」である車のナンバーが一致したことでレナードは確信し、テディの写真に「奴が犯人だ。殺せ」と書き加える。

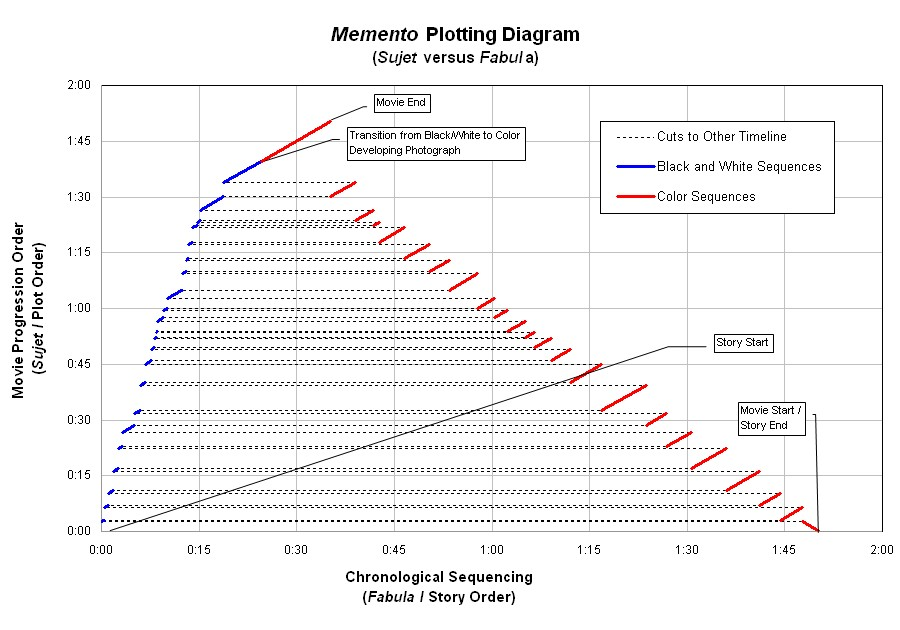
物語内の出来事順に整理されたタイムライン。青=白黒のシーン。赤=カラーのシーン。横軸：物語内の時間経過。縦軸：映画の時間経過。

「ドッド」なる血を流した男の写真を手に、一体自分は何をしたのかとナタリーに問い詰める。「私を救ってくれたのだ」と鎮めるナタリー。彼女は元恋人「ジミー」を亡くしたという共通点をもっていた。一夜をともにした翌朝、彼女はレナードの太腿に彫ってあるジョン・Gの車のナンバーを調べてやると言って、昼に再会を約束をする。
町中を銃を持った男ドッドから逃走するレナード。待ち伏せて倒したものの、状況が飲み込めない。過去の自分が残したメモに従って、男を町から追放し、ナタリーの家へ向かう。
「大金を持って麻薬取引にでかけた彼氏のジミーが消えたので、仲間のドッドから裏切りを疑われている」と焦るナタリー。レナードがこのトラブルに関わっていると勘ぐっていたナタリーは、ドッドを殺害しろと要求。一方レナードは拒否し、激しい喧嘩にまで発展する。しかし、ほんの僅かな時間でレナードは喧嘩した記憶を失い、ナタリーへの援助を引き受けるのだった。
タトゥー屋で「事実６」のタトゥーを太腿に彫った後、ポケットに入っていた「あとで来て。ナタリーより」というメモをもとに、あるバーへ向かう。バーテンダーのナタリーは、レナードの車と格好を見て怪しむが、彼が妻を亡くした記憶障害者であるという身上を知ると、哀れんで自宅に招き、数日泊めてやることにした。
レナードは殺したジミーを廃屋の地下へ隠す。ジミーが自分を知っている風だったことに不審を抱き、後から到着したテディを殴って問い詰める。するとテディは、「ジョン・G」がありふれた名前であることを利用してレナードを麻薬のおとり捜査に利用していたこと、真犯人のジョン・Gは既に彼の協力で一年前に殺害済みだったことを白状する。また、レナードがいつも語るサミーにまつわる話は、レナード自身の身に起こったことだという。実はレナードの妻は事件後も生きていたが、記憶能力を失った彼に絶望し、自分にインスリンを過剰投与させ死んだのだ。「サミーを忘れるな」というタトゥーは、自分の話を、過去に出会った実在の保険金詐欺師サミーの話としてすり替えて覚え込み、罪の意識から逃れるためだろうという。テディを恨んだレナードは、知った真実をあえてメモに残さず、テディの写真に「奴の嘘を信じるな」とだけ書き添え、さらに「事実６」として彼の車のナンバーを書き取り、トランクルームに大金の入ったジミーの車を奪って走り去った。現実と自分の作り出した記憶の境界とが曖昧なように感じた彼は、車を走らせながら目を閉じ「こうしている間も世界は実在するだろうか」と自問する。目を開けると街の景色は流れ、移り変わっていた。そこで「やはり世界は（自分の外部に）実在する」と認め、記憶とは所詮自分が自分であると確認するためのものに過ぎないのだと思った。ふとタトゥー屋を見つけ、急停車する。

## キャスト
レナード・シェルビー
演 - ガイ・ピアース、日本語吹替 - 小山力也
物語の主人公である男性。事件以前は保険会社の調査員をしていた。妻が強姦・殺害される現場を目撃し、その犯人により受けた外傷とショックで、事件後は記憶が10分間しか保てなくなってしまう。
そのために物語の中では、自分がどんなつもりで今何をしているのか、今話している会話の趣旨は何なのか、解からなくなってしまう場面がしばしば見られる。
ナタリー
演 - キャリー＝アン・モス、日本語吹替 - 塩田朋子
レナードを手助けする謎の女性。彼の依頼でとある調査を行った。普段はバーを経営している。
テディ
演 - ジョー・パントリアーノ、日本語吹替 - 後藤哲夫
レナードの犯人探しを手伝う刑事。レナードに対して妙に親しげで、たびたび助言や忠告、手助けをしてくれる。
彼の死が物語の始まりであると同時に結末でもある。実は悪徳警察官でレナードの記憶障害を利用して金儲けを考えている。
バート
演 - マーク・ブーン・ジュニア、日本語吹替 - 星野充昭
レナードが泊まっているモーテルのフロント係。
レナードの妻
演 - ジョージャ・フォックス、日本語吹替 - 安藤麻吹
回想の中で登場。故人。
サミュエル・“サミー”・ジャンキス
演 - スティーヴン・トボロウスキー、日本語吹替 - 小林勝也
レナードがかつて担当していた顧客。主人公と同様、事故により前向性健忘を患っている（ただし彼の場合、記憶を保持出来るのは2分間だけ）。
レナードは彼のことを教訓として、自身の症状に上手く対処しようとしている。
ジャンキス夫人
演 - ハリエット・サンソム・ハリス、日本語吹替 - 吉野佳子
サミーの妻。前向性健忘を患っている夫との関係に疲れている。
ドッド
演 - カラム・キース・レニー、日本語吹替 - 田中正彦
レナードを襲う謎の男。
ジミー
演 - ラリー・ホールデン、日本語吹替 - 髙橋耕次郎
ナタリーの行方不明の恋人。
ウェイター
演 - ラス・フェガ、日本語吹替 - 佐々木健
ドクター
演 - トーマス・レノン、日本語吹替 - 中博史
ブロンドの娼婦
演 - キンバリー・キャンベル、日本語吹替 - 沢海陽子
刺青師
演 - マリアンヌ・メラリー、日本語吹替 - 重松朋
掃除係の女性
日本語吹替 - 河村今日子

## 物語のキーワード
「サミーを忘れるな」
レナードが口癖のように口にする言葉。レナードはサミーの二の舞にはなるまいと、反面教師的に彼の話をしばしば思い返す。
劇中では、電話でレナードが誰かとサミーについて話しているモノクロのシーンが断片的に挿入され、彼がどんな顛末を辿ったのかが徐々に明らかになっていく。
身体の刺青
レナードは、過去に起きた出来事や大切な事柄を紙にメモして記憶を補っているが、それでは紛失してしまったり、誰かに書き換えられたりする恐れがあるため、重要なことは自身に刺青として彫り込み、忘れないようにしている。そのため、レナードの身体はメモの刺青で溢れている。
メモ付きのポラロイド写真
レナードは新たに知り合った人物は顔写真を撮り、名前とその他情報を写真に書き添え、忘れてしまっても相手のことが分かるようにしている。
ジョン・G
レナードの身体に彫られた刺青にある名前。どうやら犯人の名前であるらしく、この名前を追い求めてレナードは奔走する。

## ホームメディア
- メメント DVD（2002年5月22日発売）
- メメント/スペシャル・エディション DVD（2005年9月22日発売）
- メメント DVD（2006年6月23日発売）
- メメント ブルーレイ（2010年12月22日発売）